# Bojena Horackova
Bojena Horackova, nascida na Bulgária, é uma diretora, documentarista e atriz tcheca que passou a maior parte de sua carreira na França. Ela apareceu em curtas-metragens na França, antes de dirigir curtas-metragens e depois longas-metragens. Seu trabalho aborda repetidamente o tema da imigração e do exílio de países do Leste Europeu para a França.

## Biografia
Nascida na República Popular da Bulgária, Bojena Horackova viveu na Tchecoslováquia antes de se mudar para Paris. Na década de 1970, ela era atriz, e começou a dirigir em 1980 com seu primeiro filme Anna Luna.
Em 2001, dirigiu seu primeiro longa-metragem Mirek n'est pas parti. Este filme foca em um grupo de tchecos que vivem em Paris. Seu segundo longa-metragem, À l’est de moi, foi lançado em 2009. Bojena Horackova acompanha a jornada de uma mulher pela antiga URSS. No documentário Fukushima no ato, lançado em 2017, ela acompanha Atsunobu Katagiri, mestre de Ikebana, durante dois dias no círculo proibido ao redor da usina nuclear de Fukushima Daiichi. Walden é seu terceiro longa-metragem, o qual foi apresentado em Cannes em 2020 como parte dos filmes Acid.

## Filmografia

### Diretora
| Ano  | Título                           | Duração         | Notas                           |
| ---- | -------------------------------- | --------------- | ------------------------------- |
| 1980 | Anna Luna                        | Curta-metragem  | Também atriz                    |
| 1994 | Mirek n'est pas parti            | Longra-metragem |                                 |
| 2001 | Vilnius loin d’ici               | Curta-metragem  |                                 |
| 2004 | Fermeture définitive du kolkhoze | Documentário    |                                 |
| 2006 | Que de cœurs brisés              | Curta-metragem  |                                 |
| 2006 | À l'est de moi                   | Longa-metragem  | Cameo                           |
| 2017 | Fukushima no ato                 | Documentário    |                                 |
| 2020 | Walden                           | Longa-metragem  | Selecionado no ACID Cannes 2020 |

### Atriz
| Ano  | Título                       | Diretor             | Notas           |
| ---- | ---------------------------- | ------------------- | --------------- |
| 1976 | Les Derniers beaux jours     |                     | Curta-metragem  |
| 1977 | Le Rouge de Chine            | Jacques Richard     |                 |
| 1980 | L'Histoire du cahier anonyme |                     | Curta-metragem  |
| 1980 | Anna Luna                    | Ela mesma           | Curta-metragem  |
| 1981 | La Forêt désenchantée        |                     | Curta-metragem  |
| 1987 | Blanche et Claire            |                     | Curta-metragem  |
| 1987 | Côté nuit                    |                     | Curta-metragem  |
| 1994 | Mirek n'est pas parti        | Ela mesma           | Longa-metragem  |
| 2000 | Bonne Nouvelle               | Vincent Dieutre     | Narração        |
| 2013 | Le Vertige des possibles     | Vivianne Perelmuter |                 |
| 2018 | Il se passe quelque chose    | Anne Alix           | Papel principal |
| 2024 | La Limace et l'Escargot      | Anne Benhaïem       |                 |